# Piedicavallo
Piedicavallo – miejscowość i gmina we Włoszech, w regionie Piemont, w prowincji Biella.
Według danych na styczeń 2009 gminę zamieszkiwało 205 osób przy gęstości zaludnienia 11,5 os./1 km².